# Francis Parkman
Francis Parkman   (16 de septiembre de 1823- 8 de noviembre de 1893) fue un historiador estadounidense especialista en los conflictos entre Inglaterra y Francia en Norteamérica.
En su honor se entrega un premio con su nombre a libros de historia sobre tema estadounidense.

## Selección de obras
- The Oregon Trail (1847)
- The Conspiracy of Pontiac (1851)
- Vassall Morton (1856), a novel
- The Pioneers of France in the New World (1865)
- The Book of Roses (1866)
- The Jesuits in North America in the Seventeenth Century (1867)
- La Salle and the Discovery of the Great West (1869)
- The Old Régime in Canada (1874)
- Count Frontenac and New France under Louis XIV (1877)
- Montcalm and Wolfe (1884)
- A Half Century of Conflict (1892)
- The Journals of Francis Parkman. Two Volumes. Edited by Mason Wade. New York: Harper, 1947.
- The Letters of Francis Parkman. Two Volumes. Edited by Wilbur R. Jacobs. Norman: U of Oklahoma P, 1960